# 7160 Tokunaga
A 7160 Tokunaga (ideiglenes jelöléssel 1981 UQ29) a Naprendszer kisbolygóövében található aszteroida. Schelte J. Bus fedezte fel 1981. október 24-én.